# Daniele Carnacina
Daniele Carnacina ist ein italienischer Filmschaffender.
Carnacina begann als Autor und Regisseur von Fernsehbeiträgen und Dokumentarfilmen und spezialisierte sich Ende der 1980er Jahre auf Videoclips. Dabei führte er technische Neuerungen beim Drehen wie bei der Post-Produktion ein. 1991 produzierte er den nach seinem Drehbuch inszenierten Cafè la Mama und inszenierte drei Jahre später den kleinen, ernsten Quando le montagne finiscono, der aber in der tiefen Krise des italienischen Kinos keinen angemessenen Verleih fand. Nach dem Wechsel zurück zum Fernsehen verantwortete er einige Episoden von Un posto al sole und weitere Werke. Später wandte er sich vermehrt der Produktion zu.

## Filmografie (Auswahl)
- 1991: Cafè di Mama (Produzent, Drehbuchautor)
- 1994: Quando le montagne finiscono (Regisseur, Drehbuchautor)